# Vitibuck
Der Vitibuck ist der 458 m ü. NHN hohe Hausberg der Stadt Waldshut-Tiengen und seit den 1950er Jahren Neubaugebiet von Tiengen. Er ist ein Ausläufer des Hohen Brand (627 m ü. NHN) und besteht aus Kalkgestein des Keuper. Aus dem Muschelkalk in seinem Inneren wurde Gips durch Bergbau gewonnen. Auf dem Gipfel steht der Aussichtsturm Vitibuckturm. Am Fuß des Südhanges entlang führt die Bahnlinie der Hochrheinbahn. Am Bahnhof Tiengen ist die Höhe 338 m ü. NHN, der Gipfel des Vitibuck befindet sich damit 120 Meter über der Stadt Tiengen.

## Geschichte
Der „Berg“ gehörte zur Herrschaft und wurde von den Bürgern der Stadt im unteren Bereich als Gartengelände genutzt, während der Hauptanteil des Südhanges für den Weinanbau verwendet wurde. Er erhielt seinen Namen nach den hier sich aufhaltenden Eremiten, Ende des 17. Jahrhunderts baute sich auf dem obersten, damals noch öden Absatz ein Einsiedler, Caspar Weissenberger aus Erzingen (* 1692; † 14. Januar 1708), eine kleine Hütte.
Nach dem Tod des Caspar Weissenberger übernahm der 1684 in Frohnstetten (ehemals Hoheitsgebiet des Damenstift Buchau) geborene Eremit und Franziskaner Veit Kraiß auf Weisung des Bischofs von Konstanz die Einsiedelei und stand zu Diensten des Pfarrers und betreute die Kranken der Stadt bis um 1745. Er starb 84-jährig im Jahr 1768 in Rheinau. Seine Klause soll auch eine kleine Glocke gehabt haben, mit der er abends das Salve einläutete. Der Platz wurde daher bekannt und bald Veitbuck, und erstmals 1769 Vitibuck genannt. Von 1766 bis 1786 folgte noch ein dritter Eremit, Fidel Roder, vermutlich aus der Gegend stammend. 1722 wohnte er in einem Häuschen am Eck zwischen Brünnele und Heilig-Kreuz-Kapelle, 1787 verkaufte er es und zog nach Bodman, (nach Alois Nohl).
Zeitweise schrieb man daher auch Bruderfiedenbuck, jedoch hat sich der Name Vitibuck durchgesetzt. Ein Zwischenspiel ergab sich um 1800 als der Arzt Matthäus Haitz sich für den Ausbau des Berges für die Bevölkerung im Zuge der Romantik und des Biedermeier einen Aufstiegspfad ausbauen und eine Aussichtsplattform (Haiztenhöhe), anlegen ließ. Nachdem er 1851 weggezogen war ließen seine Freunde einen Gedenkstein errichten. 1864 ließ die Stadt an einem der Aufstiegswege eine Quelle fassen, das Osterbrünnele, dessen reines Wasser nun so manchen Spaziergänger labte. An dem gleichen Weg entstand in den zwanziger Jahren eine Lourdesgrotte … dieser Weg führt zum Krankenhaus (erbaut 1893, bis 2012 Seniorenresidenz, 2013 erwarben es die Spitäler Hochrhein, geplant: Unterkunft- und Schulungsort für Pflegeberufe).

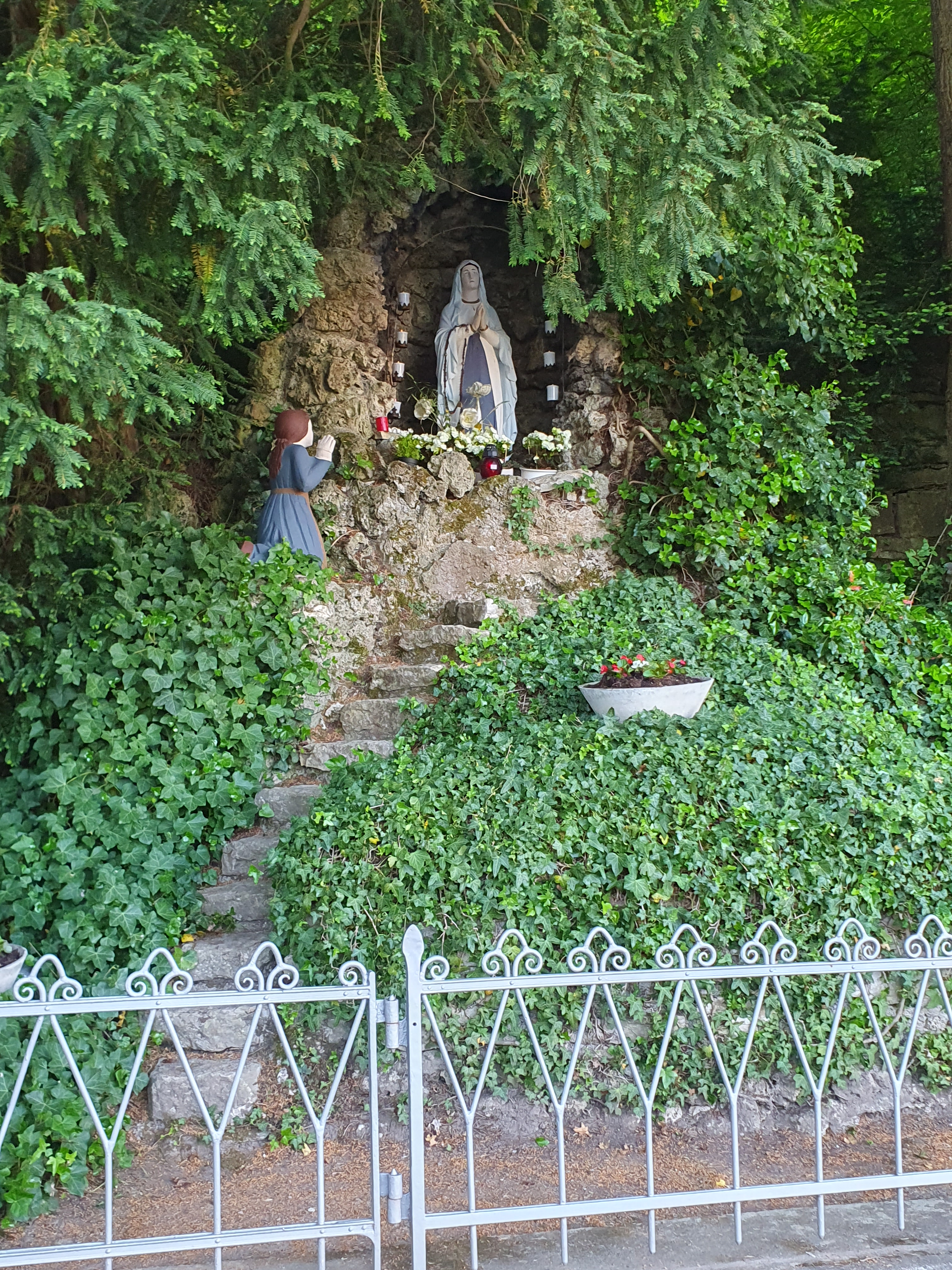
Die Lourdesgrotte am Vitibuck in Tiengen

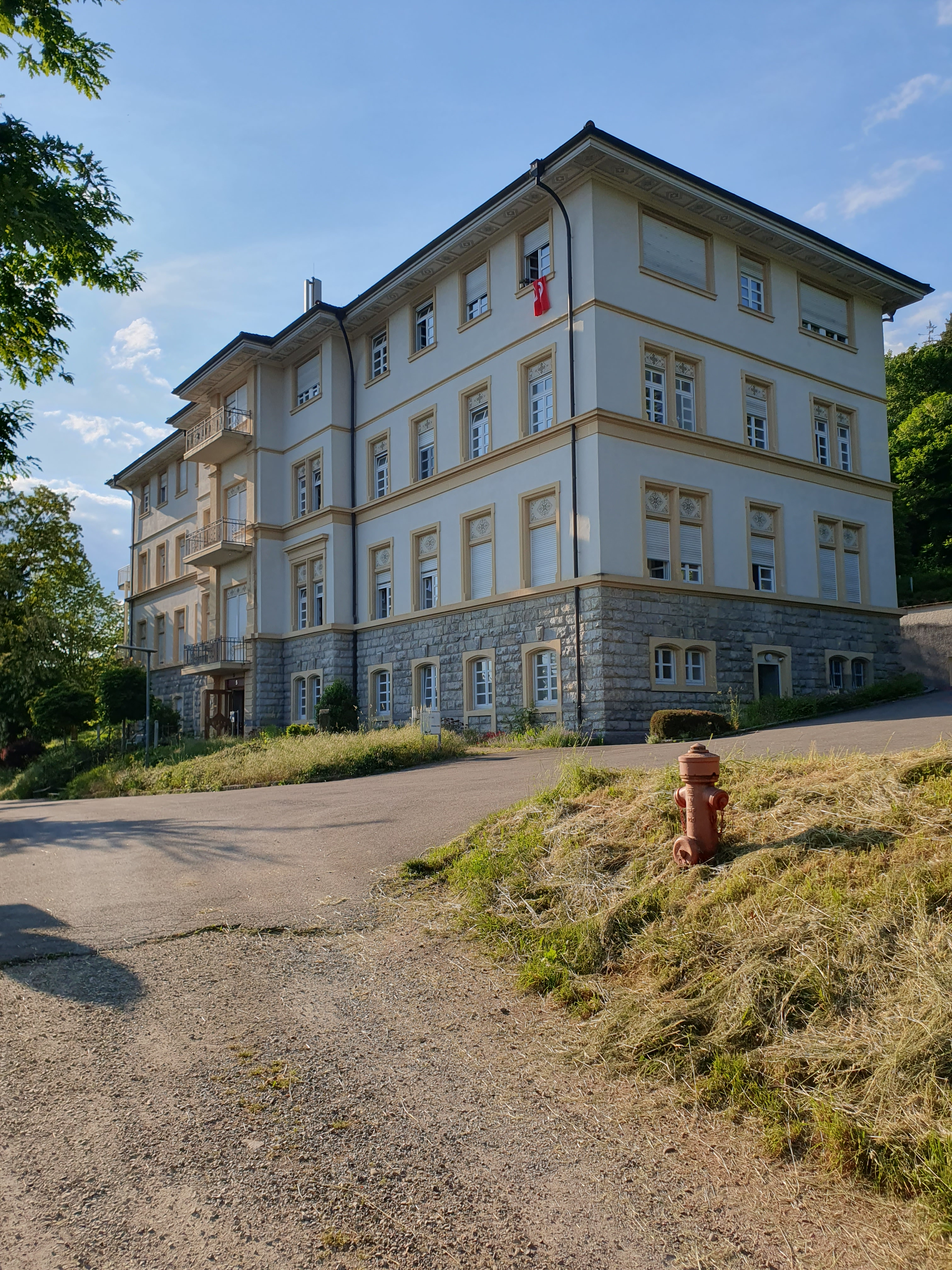
Das Ehemalige Krankenhaus in Tiengen

Hier legte man auch einen Naturpark mit seltenen Baum- und Straucharten an. 1923 wurde oberhalb des Krankenhauses ein Ehrenkreuz für die Gefallenen errichtet. Alljährlich findet hier das Böllerschießen zum Schwyzertag statt, früher auch Alphornbläser. Zur Attraktion wurde hier das Silvesterfeuerwerk.

## Vitibuckturm
An der Brache der ehemaligen Badischen Bauernschule vorbei führt der Weg zum Gipfel, hier erbaute man 1936 einen 20 Meter hohen Aussichtsturm. Ende August 1975 brannte er ab, der Neubau durch den heimischen Architekten Willi Jockers wurde im September 1979 eingeweiht. Er ist eine 37 Meter hohe Holzkonstruktion mit überdachter Aussichtsplattform. Diese ermöglicht je nach Wetterlage den Blick über die höchsten Baumwipfel hinweg bei klarer Fernsicht über die Küssaburg bis zur Alpenkette.

## Höhle
Unweit des Gipfelturms befindet sich eine Karsterscheinung. Die sekundäre Kleinsthöhle zeigt sich als ruinenhafte Klufthöhlung im Muschelkalk.

## Badische Bauernschule
Am 22. November 1931 war die Badische Bauernschule durch mehrere Verbandszusammenschlüsse unter Lambert Schill als Verein Badische Bauernschule nach längerer Umbauphase im Schloss Ittendorf gegründet und in Gegenwart von Minister Andreas Hermes eingeweiht worden. Bereits 1933 wurde sie aufgelöst und nach dem Zweiten Weltkrieg in Schwerzen neu gegründet. Mit dem 4. Hauptlehrgang 1955 erfolgte der Umzug in einen großzügigen Neubau auf den Vitibuck in Tiengen. Zuvor hat der Badische Landwirtschaftliche Hauptverband e.V. (BLHV) das 19.000 Quadratmeter große Grundstück teilweise von der Stadt geschenkt bekommen. Die aus sieben Gebäude bestehende Heimschule stellte zum September 2004 ihren Schulbetrieb ein. Bis auf ein Bürogebäude und ein gegenüberliegendes Saalgebäude wurde sie abgebrochen. Das Gelände wurde in der Zwischenzeit zum Teil neu bebaut, lediglich der ehemalige Parkplatz ist als Brache noch erhalten.

## Nutzung, Freizeit

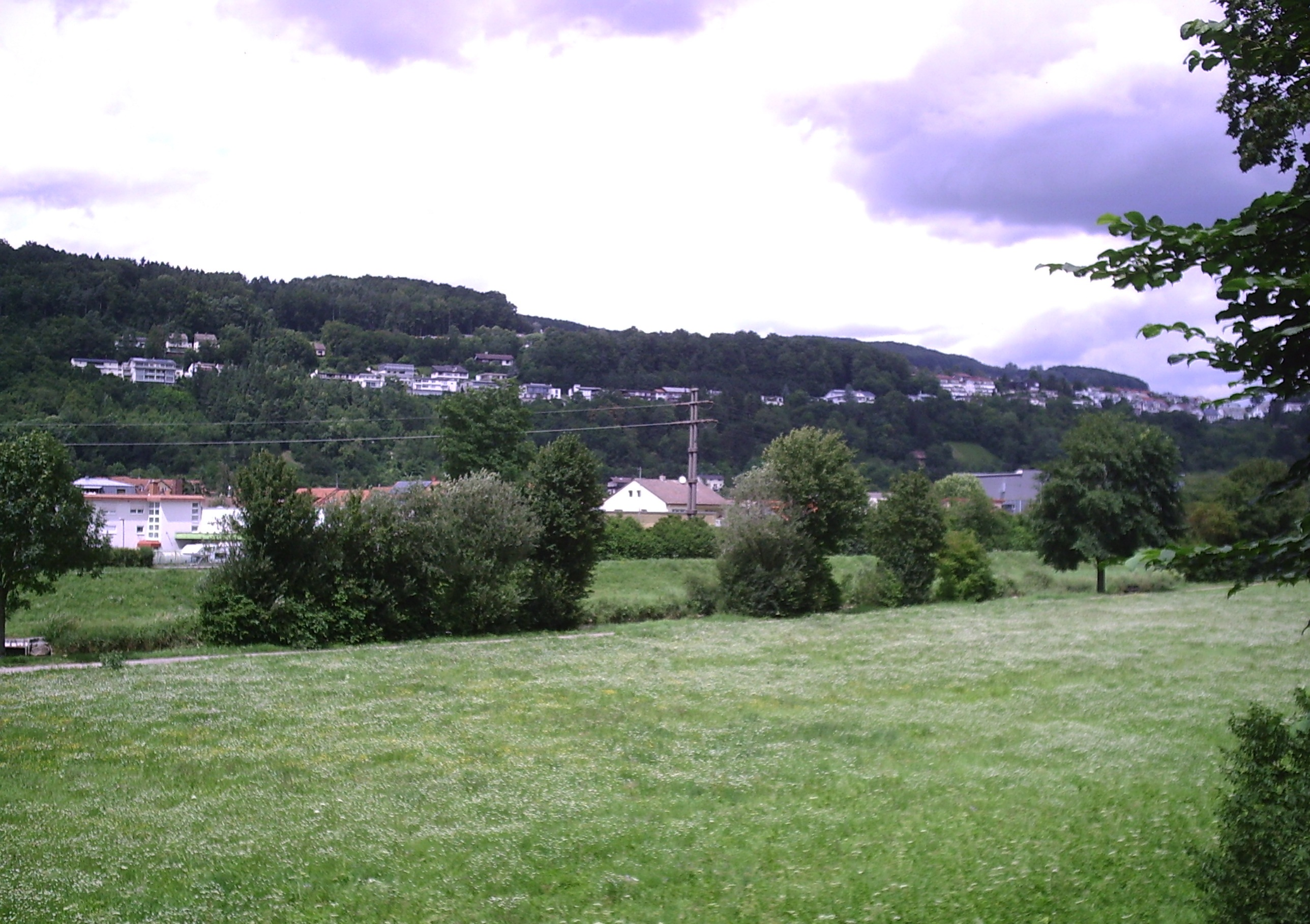
Vitibuck Richtung Breitenfeld

Von den ehemaligen Weingärten und Trotten die schon vor 1349 bestanden, Besitzer waren unter anderen die Grafen von Küssenberg, sind noch den Schrebergarten ähnliche Anlagen in diversen Formen mit Gartenhäuschen und Standorte für Imker übriggeblieben. Der Gipfel ist komplett bewaldet. Der nach Westen abflachende Abhang in Richtung Hasenhof und Breitenfeld ist großenteils als Neubaugebiet bebaut worden, und aufgrund der Aussicht und der Nähe zur Stadt beliebt, Neubauten entstehen zurzeit auch an Steillagen. Nördlich, Richtung Tal und Talbach befindet sich der Friedhof Tiengen mit der Friedhofskapelle. Talaufwärts befand sich einst ein Muschelkalk- und Gipssteinbruch und in den 1970 und 1980er Jahren die Kreismülldeponie. Des Weiteren befindet sich im Wald unterhalb des Aussichtsturms die Sängerklause der Chorgemeinschaft Tiengen.

## Gipsabau
In den Schichten unter dem aus Muschelkalk bestehenden Vitibuck liegen die Schichten des Gipskeupers hier und im benachbarten Glockenberg steht Gips an der bergmännisch abgebaut wurde. Der Gips wurde in der Gipsmühle Tiengen unter anderem zu Formsteinen, sogenannten „Gipsdielen“ gegossen, die für Innenraumwände Verwendung fanden.

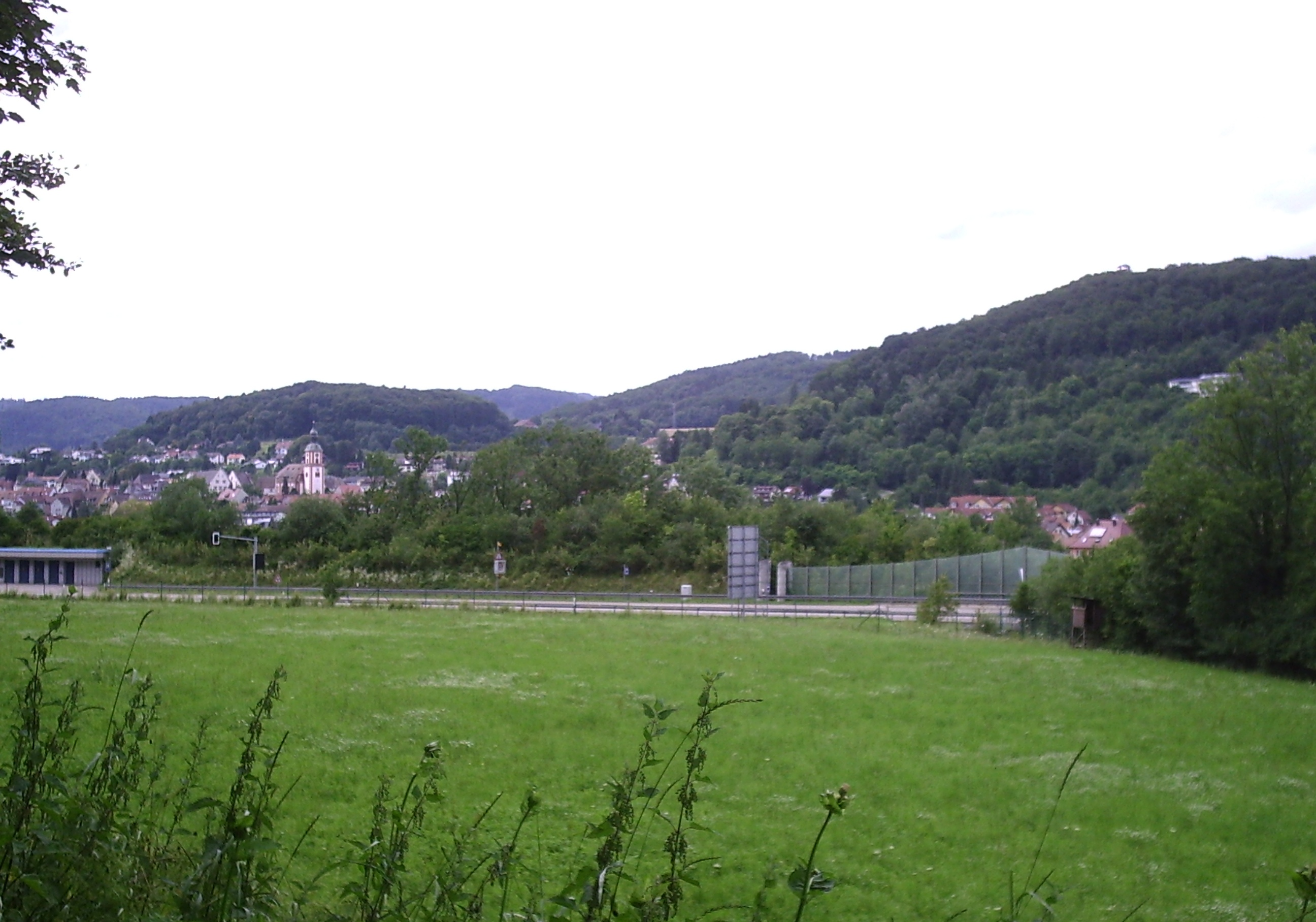
Tiengen, im Hintergrund Glockenberg, rechts Vitibuck